# Кілограм на кубічний метр
Кілогра́м на кубі́чний метр або кілогра́м на метр кубі́чний (позначення: кг·м−3, або кг/м3; міжнародне: kg·m−3, або kg/m3) — похідна одиниця SI для вимірювання масової густини, визначена як маса тіла (речовини) в кілограмах віднесена до об'єму цього тіла (речовини), вираженого у кубічних метрах.

## Перетворення в одиниці інших систем
1 кг/м3 відповідає:
= 0,001 грама на кубічний сантиметр (точно)
≈ 0,06243 фунта на кубічний фут (приблизно)
≈ 0,1217 унції на галон США (приблизно)
1 г/см3 = 1000 кг/м3 = 1000000 г/м3 (точно)
1 фунт на кубічний фут ≈ 16,02 кг/м3 (приблизно)
1 унція на галон США ≈ 8,2169 кг/м3 (приблизно)

## Використання
Одиниця кілограм за своїм походженням ґрунтується на масі одного літра води, тому густина води становить приблизно 1000 кг/м3 або 1 г/см3.
У хімії дуже часто використовується одиниця г/см3.